# Seznam danskih plavalcev
Seznam danskih plavalcev.

## A
- Greta Andersen (1927—2023)

## B
- Helena Rosendahl Bach
- Emilie Beckmann
- Tobias Bjerg
- Thea Blomsterberg
- Pernille Blume
- Sarah Bro
- Viktor Bromer

## C
- Fritze Carstensen
- Claus Christensen

## D
- Soren Dahl

## F
- Lotte Friis

## G
- Mads Glæsner
- Maria Grandt

## H
- Jytte Hansen
- Karen Harup
- Vagn Høgholm
- Maj Howardsen
- Ragnhild Hveger

## I
- Anton Ipsen

## J
- Mette Jacobsen
- Gitta Jensen
- Julie Kepp Jensen

## L
- Anders Lie

## N
- Mette Nielsen
- Mie Nielsen

## O
- Jeanette Ottesen

## P
- Josefine Pedersen
- Rikke Møller Pedersen

## S
- Matilde Schrøder
- Daniel Skaaning

## W
- Magnus Westermann